# Stephen C. Levinson
Stephen Curtis Levinson  (* 6. Dezember 1947 in London) ist ein britischer Sozialwissenschaftler, dessen Hauptaugenmerk auf Studien und Beziehungen zwischen Kultur, Sprache und der Kognitionspsychologie gerichtet ist. Levinson ist im Augenblick wissenschaftlicher Direktor am  Max-Planck-Institut für Psycholinguistik in Nijmegen, in den Niederlanden.

## Leben und Wirken
Seine schulische Ausbildung begann Levinson an der Bedales School und späterhin am King’s College in Cambridge, wo er seinen Bachelor (BA) in Archäologie und Social Anthropology erwarb. Er verlegte seinen Lebensmittelpunkt von England nach Kalifornien und studierte weiter an der University of California, Berkeley. Er beschloss sein Studium mit einer Promotion (PhD) in linguistischer Anthropologie, linguistic anthropology. Seine ersten wissenschaftlichen Felduntersuchungen führte er mit John Gumperz (1922–2013), im Bereich der interaktiven Linguistik (Pragmatik) durch, so untersuchten sie die Interaktionsmuster in einer multilingualen Gemeinschaft in Indien.
Ab dem Jahre 1991 verfügte Levinson in der Max-Planck-Gesellschaft und am  Max-Planck Institut für Psycholinguistik  über eine eigene Forschungsgruppe und eigene Forschungsmittel. Seine Arbeitsgruppe setzte neue Maßstäbe auf dem Gebiet der semantischen Typologie.
Das von ihm mitentwickelte Gesichtskonzept versteht sich als universell anwendbares Höflichkeitsmodell.
Er ist Mitglied der Fellow of the British Academy (FBA). Seit 2003 ist er ordentliches Mitglied der Academia Europaea.

## Schriften (Auswahl)
- Pragmatics (= Cambridge Textbooks in Linguistics.). Cambridge University Press, Cambridge u. a. 1983, ISBN 0-521-22235-4.
- mit Penelope Brown: Politeness. Some Universals in Language Usage (= Studies in Interactional Sociolinguistics. 4). Cambridge University Press, Cambridge u. a. 1987, ISBN 0-521-30862-3.
- mit John J. Gumperz: Rethinking Linguistic Relativity. In: Current Anthropology. Band 32, Nr. 5, 1991, S. 613–623, doi:10.1086/204009.
- mit Penelope Brown: Background to „Immanuel Kant among the Tenejapans“. In: Anthropology Newsletter. Band 34, Nr. 3, 1993, ISSN 0098-1605, S. 22–23.
- mit Penelope Brown: Immanuel Kant among the Tenejapans: Anthropology as Empirical Philosophy. In: Ethos. Band 22, Nr. 1, 1994, ISSN 0091-2131, S. 3–41, JSTOR:640467.
- Presumptive Meanings. The Theory of Generalized Conversational Implicature. The MIT Press, Cambridge MA u. a. 2000, ISBN 0-262-62130-4.
- Space in language and cognition. Explorations in cognitive diversity (= Language, Culture and Cognition. 5). Cambridge University Press, Cambridge u. a. 2003, ISBN 0-521-81262-3.
- als Herausgeber mit Pierre Jaisson: Evolution and culture. A Fyssen Foundation symposium. The MIT Press, Cambridge MA u. a. 2006, ISBN 0-262-12278-2.
- als Herausgeber mit David Wilkins: Grammars of space. Explorations in Cognitive Diversity (= Language, Culture and Cognition. 6). Cambridge University Press, Cambridge u. a. 2006, ISBN 0-521-67178-7.
- mit Nicholas Evans: The Myth of Language Universals: Language diversity and its importance for cognitive science. In: Behavioral and Brain Sciences. Band 32, Nr. 5, 2009, S. 429–492, doi:10.1017/S0140525X0999094X.